# That's Life
That's Life é  uma série de televisão 
americana originalmente exibida pela rede CBS entre 2000 e 2002.

## Elenco
- Heather Paige Kent Dubrow .... Lydia DeLucca
- Debi Mazar .... Jackie O'Grady
- Ellen Burstyn .... Dolly DeLucca
- Paul Sorvino .... Frank DeLucca
- Kevin Dillon .... Paulie DeLucca
- Danielle Harris .... Plum Wilkinson DeLucca
- Gregory Jbara .... Jo Jo Regosi

## Recepção da crítica
Em sua 1ª temporada, That's Life teve recepção geralmente favorável por parte da crítica especializada. Com base de 19 avaliações profissionais, alcançou uma pontuação de 67% no Metacritic.